# فرانسيس فيتزجيرالد
فرانسيس فيتزجيرالد (بالإنجليزية: Frances Fitzgerald (politician)) (و. 1950 – م) هي سياسية من جمهورية أيرلندا .

## التعليم
تعلمت في جامعة كلية دبلن، وكلية لندن للاقتصاد.